# Список умерших в 1195 году

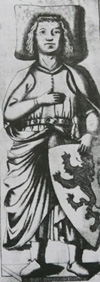
Альбрехт I Гордый

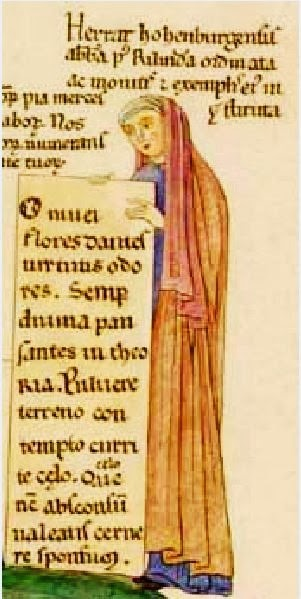
Геррада Ландсбергская

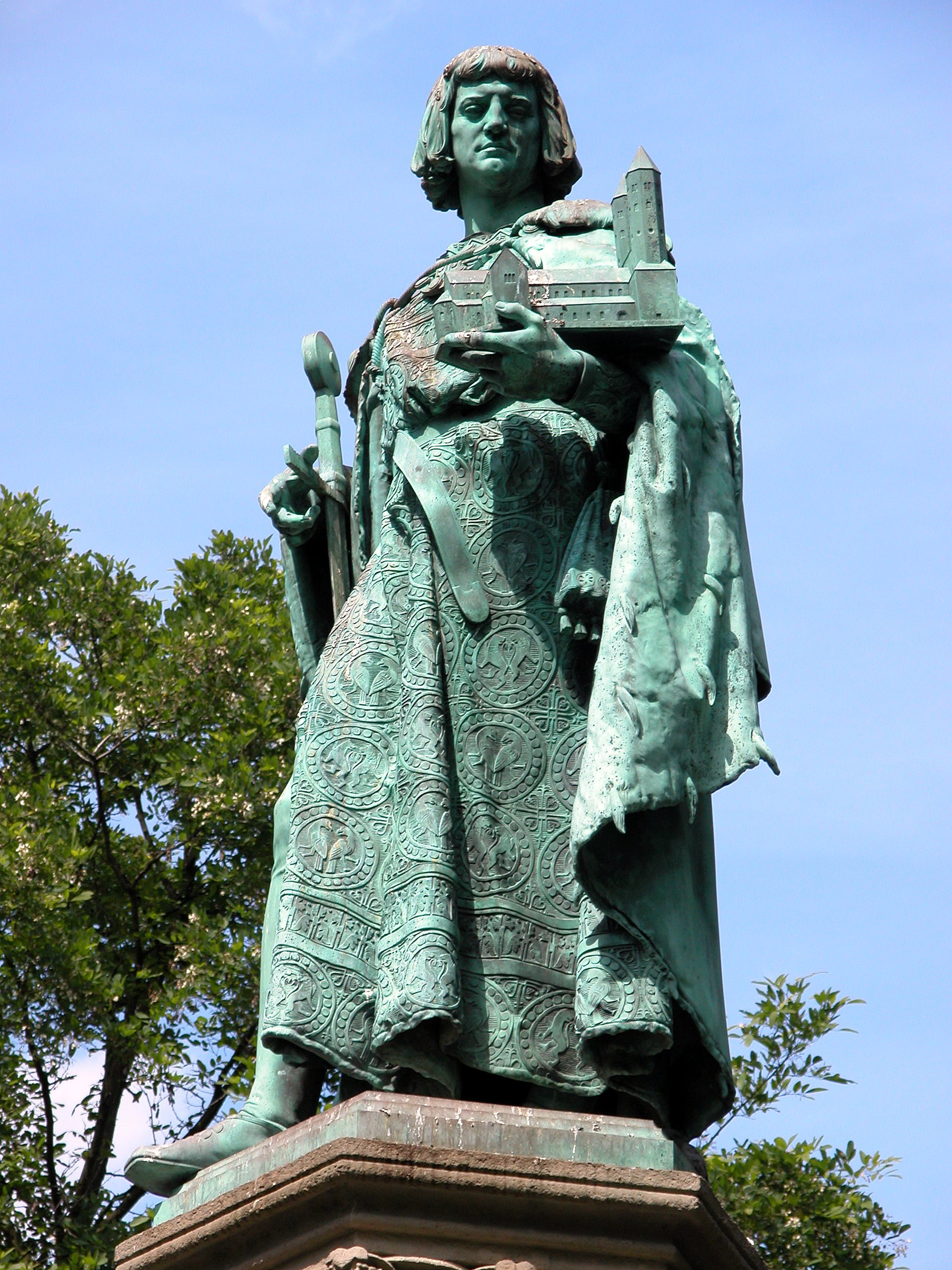
Генрих Лев

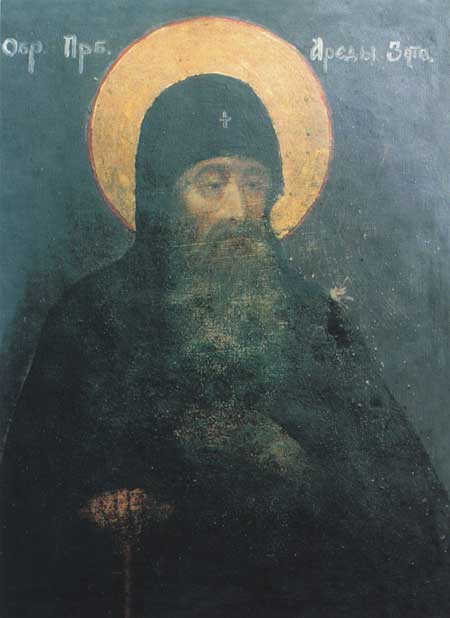
Арефа Затворник

В этой статье представлен список известных людей, умерших в 1195 году.
См. также: Категория:Умершие в 1195 году

## Март
- 3 марта — Гуго де Пюизе — епископ Дарема (1153—1195).
- 25 марта — Агнесса Рохлицкая — графиня-консорт Меранская (1180—1195).

## Апрель
- 23 апреля — Накаяма Тадачика[англ.] — японский политик и писатель, основатель клана Накаяма

## Июнь
- 24 июня — Альбрехт I — маркграф Мейсена (1190—1195), отравлен.

## Июль
- 25 июля 
  - Геррада Ландсбергская — эльзасская монахиня, писательница и художница.
  - Гийом I — граф Женевы (1178—1195)

## Август
- 6 августа —  Генрих Лев — герцог Саксонии (1142—1180), герцог Баварии (1156—1180).
- 7 августа — Ричард Палмер, епископ Сиракузы (1169—1182), архиепископ Мессины (с 1182 года).
- 16 августа — Милоне де Кардано[итал.] — епископ Турина (1170—1187), архиепископ Милана (1187—1195)

## Сентябрь
- 13 сентября — Болеслав Куявский — князь Куявии (1186—1195).

## Октябрь
- 24 октября — Генри де Сулли[англ.] — аббат Гластонбери (1189—1193), нашедший могилу короля Артура, епископ Вустера (1193—1195)

## Ноябрь
- 9 ноября — Конрад — пфальцграф Рейнский (1156—1195)

## Декабрь
- 17 декабря — Бодуэн V — граф Эно (1171—1195), первый маркграф Намюра (1189—1195), граф Фландрии (1191—1195)
- 21 декабря — Вернхер[нем.] — епископ Гурка (1194—1195)
- 23 декабря — Генрих I фон Маастрихт[нем.] — епископ Вормса (1192—1195)

## Дата неизвестна или требует уточнения
- Адальберт I фон Тек, первый герцог фон Тек (с 1186).
- Ален III — виконт де Роган (1135 / 1140—1195)
- Алиса Французская — дочь Людовика VII, графиня-консорт Блуа (1164—1191), жена Тибо V де Блуа.
- Амбруаз Нормандский, нормандский хронист и трувер.
- Амадей II — граф Монбельяра (1162—1195)
- Арефа Затворник — инок Киево-Печерского монастыря. Святой Русской церкви
- Асцелина[англ.] — святая католической церкви.
- Бернхард I фон Ратцебург — граф Ратцебурга (1164—1190)
- Берта де Хохенштауфен[фр.] — герцогиня-консорт Лотарингии (1139—1176), жена Матье I
- Бертольд Калабрийский — святой католической церкви, возможный основатель ордена кармелитов[1].
- Всеволод Мстиславич — первый князь Белзский (1170—1195), князь Волынский (1188)
- Генрих I фон Берхтесгарден[нем.] — епископ Брессаноне (1177—1195)
- Гийом де Бурнель — маршал Франции с 1192 года.
- Гильом де Форс, англо-нормандский барон, граф Омальский (1190—1195) (под именем Гильом III).
- Глеб Юрьевич — первый князь Дубровицкий (1168—1190), князь Турово-пинский (1190—1195)
- Давыд Ольгович — княжич Стародубский, старший внук Святослава Всеволодовича Черниговского и Киевского, погиб в битве со смоленскими полками.
- Зехарийа Агмати[англ.] — раввин и талмудист.
- Ибн аль-Каммад[англ.] — андалузский мусульманский астроном.
- Изяслав Ярославич — князь шумский
- Малик Динар[англ.]	— сельджукидский правитель Серахса (1153—1179), Эмир Кермана (1187—1195).
- Пьер Корбийский, французский трувер.
- Родри II ап Оуайн — Лорд Западного Гвинеда (1170—1195). Умер в изгнании
- Паис, Гуолдим[англ.] — португальский тамплиер, основатель Томара
- Рахель ля Фермоза[англ.] — еврейская любовница кастильского короля Альфонсо VIII. Убита.
- Рожер Салернский[англ.] — итальянский врач, автор первого в Западной Европе систематического труда по хирургии «Хирургия Роджера» (1170).